# カルバージョ

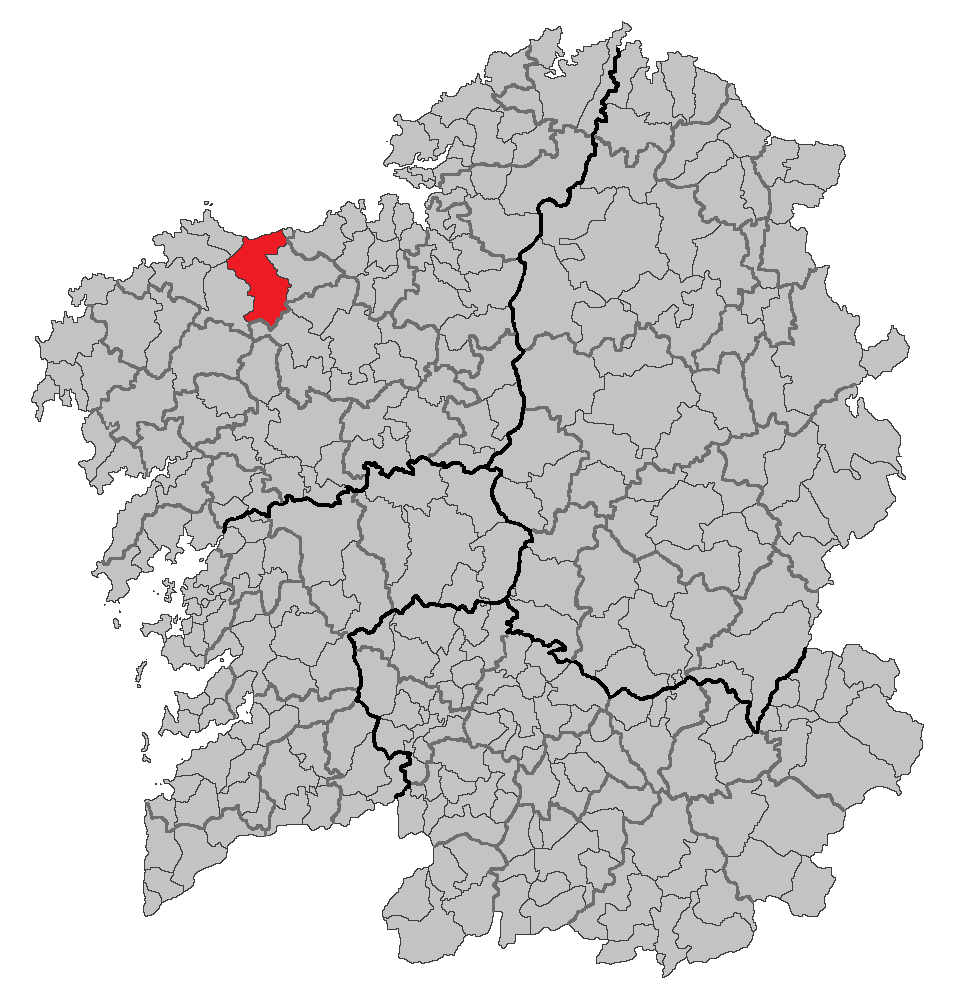
ガリシア州内の位置

カルバージョ（Carballo）は、スペイン、ガリシア州、ア・コルーニャ県の自治体、コマルカ・デ・ベルガンティーニョスに属する。ガリシア統計局によると、2013年の人口は31,366人（2011年：31,303人、2009年：30,990人、2006年：29,985人、2005年：29,689人、2004年：29,521人、2003年：28,949人）である。住民呼称はcarballés/-esa。
ガリシア語話者の自治体住民に占める割合は97.66％（2001年）。

## 地理
カルバージョはア・コルーニャ県の西部に位置し、コマルカ・デ・ベルガンティーニョスに属する。北は大西洋に面し、隣接する自治体は、東がア・ララーチャ、アルテイショ、セルセーダ、南がトルドイア、西がコリスタンコ、ポンテセソ、マルピカ・デ・ベルガンティーニョス、自治体の中心はカルバージョ教区のカルバージョ地区。
カルバージョはカルバージョ司法管轄区に属し、同管轄区の中心自治体である。

### 人口
住民は18の教区の320の地区（集落）に居住する。
| カルバージョの人口推移 1900－2010                       |
|                                                         |
| 出典:INE（スペイン国立統計局）1900年 - 1991年、1996年 - |

## 歴史
今日のカルバージョの領域に人類が定住し始めたのは、先史時代にまでさかのぼり、ラソ教区では旧石器時代のものとされる石器が発見されており、これらは現在ア・コルーニャのサント・アントン城（Castelo de Santo Antón）内に設けられているア･コルーニャ考古学博物館で見ることができる。
巨石文化時代については、ペドラ・デ・モウラのドルメンがアルデムンデ教区に残されており、カストロ文化時代にもこの地に人類が定住していた証しとなっている。
自治体としてのカルバージョは1836年に創設されている。

## 政治
自治体首長はガリシア民族主義ブロック（BNG）のエベンシオ・フェレーロ・ロドリゲス（Evencio Ferrero Rodríguez）、自治体評議員はガリシア民族主義ブロック：10、ガリシア国民党（PPdeG）：8、TEGA（Terra Galega、ガリシアの大地、中道民族主義政党）：2、ガリシア社会党（PSdeG-PSOE）：1となっている（2011年5月22日の自治体選挙結果、得票順）。
| 1999年6月13日自治体選挙 |        |        |          |
| 政党                    | 得票数 | 得票率 | 獲得議席 |
| PPdeG                   | 9,046  | 51.28% | 11       |
| BNG                     | 6,374  | 36.13% | 8        |
| PSdeG-PSOE              | 1,519  | 8.61%  | 2        |
| DG                      | 481    | 2.73%  | 0        |
| PH                      | 31     | 0.18%  | 0        |

| 2003年5月25日自治体選挙 |        |        |          |
| 政党                    | 得票数 | 得票率 | 獲得議席 |
| PPdeG                   | 7,615  | 38.99% | 9        |
| BNG                     | 5,203  | 26.64% | 6        |
| CDI                     | 3,584  | 18.35% | 4        |
| PSdeG-PSOE              | 2,322  | 11.89% | 2        |
| PDV                     | 577    | 2.95%  | 0        |

| 2007年5月27日自治体選挙 |        |        |          |
| 政党                    | 得票数 | 得票率 | 獲得議席 |
| BNG                     | 7,545  | 40.84% | 9        |
| PPdeG                   | 4,683  | 25.35% | 6        |
| TEGA                    | 3,115  | 16.86% | 3        |
| PSdeG-PSOE              | 2,420  | 13.10% | 3        |
| PDV                     | 460    | 2.49%  | 0        |

| 2011年5月22日自治体選挙 |        |        |          |
| 政党                    | 得票数 | 得票率 | 獲得議席 |
| BNG                     | 7,880  | 44.08% | 10       |
| PPdeG                   | 6,114  | 34.20% | 8        |
| TEGA                    | 1,979  | 11.07% | 2        |
| PSdeG-PSOE              | 1,523  | 8.52%  | 1        |

## 史跡・名所
- ペドラ・モウラのドルメン（Dolmen de Pedra Moura）- アルデムンデ教区にあるドルメン。

## 教区
カルバージョは18の教区に分けられている。太字は自治体の中心地のある教区。
- アルデムンデ（サンタ・マリーア・マダレーナ）
- アルダーニャ（サンタ・マリーア）
- アルテス（サン・シュルショ）
- ベルディージョ（サン・ロウレンソ）
- ベルトア（サンタ・マリーア）
- カンセス（サン・マルティーニョ）
- カルバージョ（サン・ショアン）
- エントレクルセス（サン・シェンス）
- ゴイアンス（サント・エステーボ）
- レマ（サン・クリストーボ）
- ノイセーラ（サンタ・マリーア）
- オサ（サン・ブレイショ）
- ラソ（サン・マルティーニョ）
- レボルデーロス（サン・サルバドール）
- ルス（サンタ・マリーア）
- シサモ（サンティアゴ）
- ソファン（サン・サルバドール）
- ビレーラ（サン・ミゲル）

## 出身著名人
- アルフレード・ブラーニャス（Alfredo Brañas、1859 - 1900） - 作家、19世紀のガリシア民族運動のひとつガリシア地域主義（Rexionalismo galego）のイデオローグ。遺体はサン・ドミンゴス・デ・ボナバル修道院付属教会のガリシア偉人霊廟（Panteón de Galegos Ilustres）に葬られている。